# Motorola Flipout
Motorola Flipout (skrivs FLIPOUT) är en mobiltelefon gjord av Motorola. Den lanserades i juni 2010.

## Beskrivning
Motorola Flipout har en 2.8 tums TFT touch-skärm. Skärmen kan känna av två tryckpunkter samtidigt och har kapaciv pekteknik. Dess kvadratformade kropp har två delar som roterar nere vid nedre högra hörnet för att visa ett fem-radigt tangentbord. Mobilen har en 3.1 megapixel kamera och det går att geotagga och redigera sina bilder. Baksidan går att byta ut med de medföljande baksidorna. Färgerna som finns är blå, grön, orange, rosa, röd och svart. Mobilen har Android 2.1, en accelerometer och Adobe Flash Lite 3.0 för att surfa på internet. Processorn i mobilen är en 600 Mhz ARM Cortex-A8. Batteriet är ett uppladdningsbart 1170 mAh litiumbatteri som räcker för 380 timmar stand by eller 4.5 timmars taltid. Det finns ett 3.5 mm-jack så att det går att plugga in ett par hörlurar och lyssna på musik. Uppspelningsbara filformat är: MP3, MPEG-4, H.264, AAC, WMA och AMR NB. Det finns också en inbyggd FM-radio. Man kan läsa sin e-post i mobilen med till exempel Gmail eller Microsoft Exchange. Mobilen har tillgång till internet både via 3G och Wi-Fi (802.11 b/g). Den har Bluetooth så att man kan använda Handsfree med mera. Bluetoothprofilen är A2DP och versionen är 2.1+EDR. Mobilen har inbyggd högtalare och ljudreducering när man pratar i telefon. Man kan styra mobilen med röstkommandon. Det är 512 MB minne inbyggt, men det kan utökas med MicroSD minneskort upp till 32 GB.